# Saison 2009 de l'équipe cycliste Quick Step
La saison 2009 de l'équipe cycliste Quick Step est la sixième de l'équipe.

## Préparation de la saison 2009

### Arrivées et départs
| Arrivées         | Équipe 2008                     |
| ---------------- | ------------------------------- |
| Dario Cataldo    | Liquigas                        |
| Sylvain Chavanel | Cofidis                         |
| Dominique Cornu  | Silence-Lotto                   |
| Dries Devenyns   | Silence-Lotto                   |
| Kevin De Weert   | Cofidis                         |
| Kurt Hovelijnck  | Topsport Vlaanderen             |
| Davide Malacarne | Lucchini Neri Comauto Cocif     |
| Jérôme Pineau    | Bouygues Telecom                |
| Francesco Reda   | NGC Medical-OTC Industria Porte |
| Marco Velo       | Milram                          |

| Départs            | Équipe 2009      |
| ------------------ | ---------------- |
| Paolo Bettini      | retraite         |
| Matteo Carrara     | Vacansoleil      |
| Wilfried Cretskens | Silence-Lotto    |
| Alexander Efimkin  | AG2R La Mondiale |
| Juan Manuel Gárate | Rabobank         |
| Dmytro Grabovskyy  | ISD              |
| Alessandro Proni   | ISD              |
| Leonardo Scarselli | ISD              |
| Gert Steegmans     | Katusha          |
| Andrea Tonti       | Fuji-Servetto    |
| Davide Viganò      | Fuji-Servetto    |
| Giovanni Visconti  | ISD              |

## Coureurs et encadrement technique

### Effectif
| Cycliste            | Date de naissance | Nationalité | Équipe 2008                     |
| ------------------- | ----------------- | ----------- | ------------------------------- |
| Carlos Barredo      | 5 juin 1981       | Espagne     | Quick Step                      |
| Tom Boonen          | 15 octobre 1980   | Belgique    | Quick Step                      |
| Dario Cataldo       | 17 mars 1985      | Italie      | Liquigas                        |
| Sylvain Chavanel    | 30 juin 1979      | France      | Cofidis                         |
| Dominique Cornu     | 10 octobre 1985   | Belgique    | Silence-Lotto                   |
| Allan Davis         | 27 juillet 1980   | Australie   | Quick Step                      |
| Steven de Jongh     | 25 novembre 1973  | Pays-Bas    | Quick Step                      |
| Dries Devenyns      | 22 juillet 1983   | Belgique    | Silence-Lotto                   |
| Stijn Devolder      | 29 août 1979      | Belgique    | Quick Step                      |
| Kevin De Weert      | 27 mai 1982       | Belgique    | Cofidis                         |
| Addy Engels         | 16 juin 1977      | Pays-Bas    | Quick Step                      |
| Mauro Facci         | 11 mai 1982       | Italie      | Quick Step                      |
| Kurt Hovelijnck     | 2 juin 1981       | Belgique    | Topsport Vlaanderen             |
| Kevin Hulsmans      | 11 avril 1978     | Belgique    | Quick Step                      |
| Andrei Kunitski     | 2 juillet 1984    | Biélorussie | Acqua & Sapone-Caffè Mokambo    |
| Thomas Vedel Kvist  | 18 août 1987      | Danemark    | Quick Step                      |
| Davide Malacarne    | 11 juillet 1987   | Italie      | Lucchini Neri Comauto Cocif     |
| Jérôme Pineau       | 2 janvier 1980    | France      | Bouygues Telecom                |
| Francesco Reda      | 19 novembre 1982  | Italie      | NGC Medical-OTC Industria Porte |
| Sébastien Rosseler  | 15 juillet 1981   | Belgique    | Quick Step                      |
| Branislau Samoilau  | 25 mai 1985       | Biélorussie | Acqua & Sapone-Caffè Mokambo    |
| Hubert Schwab       | 5 avril 1982      | Suisse      | Quick Step                      |
| Kevin Seeldraeyers  | 12 septembre 1986 | Belgique    | Quick Step                      |
| Matteo Tosatto      | 14 mai 1974       | Italie      | Quick Step                      |
| Jurgen Van de Walle | 9 février 1977    | Belgique    | Quick Step                      |
| Kevin Van Impe      | 19 avril 1981     | Belgique    | Quick Step                      |
| Marco Velo          | 9 mars 1974       | Italie      | Milram                          |
| Wouter Weylandt     | 27 septembre 1984 | Belgique    | Quick Step                      |
| Maarten Wynants     | 12 mai 1982       | Belgique    | Quick Step                      |
| Stagiaire           | Date de naissance | Nationalité | Équipe 2009                     |
| Fréderique Robert   | 25 janvier 1989   | Belgique    | PWS Eijssen                     |

## Bilan de la saison

### Victoires
| Date       | Course                                          | Pays        | Classe | Vainqueur           |
| ---------- | ----------------------------------------------- | ----------- | ------ | ------------------- |
| 21/01/2009 | 2e étape du Tour Down Under                     | Australie   | PT     | Allan Davis         |
| 23/01/2009 | 4e étape du Tour Down Under                     | Australie   | PT     | Allan Davis         |
| 24/01/2009 | 5e étape du Tour Down Under                     | Australie   | PT     | Allan Davis         |
| 25/01/2009 | Classement général du Tour Down Under           | Australie   | PT     | Allan Davis         |
| 03/02/2009 | 3e étape du Tour du Qatar                       | Qatar       | 2.1    | Tom Boonen          |
| 06/02/2009 | Classement général du Tour du Qatar             | Qatar       | 2.1    | Tom Boonen          |
| 01/03/2009 | Kuurne-Bruxelles-Kuurne                         | Belgique    | 1.1    | Tom Boonen          |
| 04/03/2009 | Le Samyn                                        | Belgique    | 1.1    | Wouter Weylandt     |
| 08/03/2009 | 3e étape des Trois Jours de Flandre-Occidentale | Belgique    | 2.1    | Wouter Weylandt     |
| 10/03/2009 | 3e étape de Paris-Nice                          | France      | HIS    | Sylvain Chavanel    |
| 25/03/2009 | À travers les Flandres                          | Belgique    | 1.1    | Kevin Van Impe      |
| 05/04/2009 | Tour des Flandres                               | Belgique    | PT     | Stijn Devolder      |
| 12/04/2009 | Paris-Roubaix                                   | France      | HIS    | Tom Boonen          |
| 08/05/2009 | 4e étape des Quatre Jours de Dunkerque          | France      | 2.HC   | Sébastien Rosseler  |
| 31/05/2009 | 5e étape du Tour de Belgique                    | Belgique    | 2.HC   | Sébastien Rosseler  |
| 24/06/2009 | Halle-Ingooigem                                 | Belgique    | 1.1    | Jurgen Van de Walle |
| 26/06/2009 | Championnat de Biélorussie du contre-la-montre  | Biélorussie | CN     | Branislau Samoilau  |
| 28/06/2009 | Championnat de Belgique sur route               | Belgique    | CN     | Tom Boonen          |
| 09/07/2009 | 5e étape du Tour d'Autriche                     | Autriche    | 2.HC   | Dries Devenyns      |
| 18/08/2009 | Prologue de l'Eneco Tour                        | Pays-Bas    | PT     | Sylvain Chavanel    |
| 21/08/2009 | 3e étape de l'Eneco Tour                        | Belgique    | PT     | Tom Boonen          |
| 18/09/2009 | Championnat des Flandres                        | Belgique    | 1.1    | Steven de Jongh     |
| 03/10/2009 | 3e étape du Circuit franco-belge                | Belgique    | 2.1    | Tom Boonen          |

### Victoire de Carlos Barredo retirée[1]
| Date       | Course                       | Pays    | Classe | Vainqueur      |
| ---------- | ---------------------------- | ------- | ------ | -------------- |
| 01/08/2009 | Classique de Saint-Sébastien | Espagne | PT     | Carlos Barredo |

### Résultats sur les courses majeures
Les tableaux suivants représentent les résultats de l'équipe dans les principales courses du calendrier international (les cinq classiques majeures et les trois grands tours). Pour chaque épreuve est indiqué le meilleur coureur de l'équipe, son classement ainsi que les accessits glanés par Quick Step sur les courses de trois semaines.

#### Classiques
| Classique            | Milan-San Remo   | Tour des Flandres    | Paris-Roubaix    | Liège-Bastogne-Liège | Tour de Lombardie    |
| -------------------- | ---------------- | -------------------- | ---------------- | -------------------- | -------------------- |
| Coureur (classement) | Allan Davis (4e) | Stijn Devolder (1er) | Tom Boonen (1er) | Jérôme Pineau (13e)  | Dries Devenyns (18e) |

#### Grands tours
| Grand tour           | Tour d'Italie                                     | Tour de France         | Tour d'Espagne       |
| -------------------- | ------------------------------------------------- | ---------------------- | -------------------- |
| Coureur (classement) | Kevin Seeldraeyers (10e)                          | Sylvain Chavanel (18e) | Kevin De Weert (20e) |
| Accessits            | Classement du meilleur jeune (Kevin Seeldraeyers) | -                      | -                    |

### Classement UCI
L'équipe Quick Step termine à la huitième place du Calendrier mondial avec 760 points. Ce total est obtenu par l'addition des points des cinq meilleurs coureurs de l'équipe au classement individuel que sont Allan Davis, 11e avec 249 points, Sylvain Chavanel, 22e avec 194 points, Tom Boonen, 38e avec 133 points, Stijn Devolder, 46e avec 104 points, et Carlos Barredo, 62e avec 80 points.
| Rang | Coureur             | Points |
| ---- | ------------------- | ------ |
| 11   | Allan Davis         | 249    |
| 22   | Sylvain Chavanel    | 194    |
| 38   | Tom Boonen          | 133    |
| 46   | Stijn Devolder      | 104    |
| 62   | Carlos Barredo      | 80     |
| 84   | Francesco Reda      | 52     |
| 93   | Kevin Seeldraeyers  | 49     |
| 154  | Wouter Weylandt     | 11     |
| 174  | Jérôme Pineau       | 8      |
| 211  | Jurgen Van de Walle | 4      |
| 231  | Kevin De Weert      | 2      |
| 232  | Dario Cataldo       | 2      |
| 263  | Marco Velo          | 1      |
| 267  | Sébastien Rosseler  | 1      |